# Overkill (album)
Overkill – drugi album studyjny zespołu Motörhead, wydany 24 marca 1979 roku nakładem wytwórni muzycznej Bronze Records. Został nagrany w Roundhouse Studios i Sound Development Studios pomiędzy grudniem 1978 a styczniem 1979 roku.

## Lista utworów
Opracowano na podstawie materiału źródłowego.
| Nr  | Tytuł utworu               | Autorzy                                | Długość |
| --- | -------------------------- | -------------------------------------- | ------- |
| 1.  | „Overkill”                 | Kilmister, Taylor, Clarke              | 05:12   |
| 2.  | „Stay Clean”               | Kilmister, Taylor, Clarke              | 02:42   |
| 3.  | „(I Won't) Pay Your Price” | Kilmister, Taylor, Clarke              | 02:57   |
| 4.  | „I'll Be Your Sister”      | Kilmister, Taylor, Clarke              | 02:55   |
| 5.  | „Capricorn”                | Kilmister, Taylor, Clarke              | 04:11   |
| 6.  | „No Class”                 | Kilmister, Taylor, Clarke              | 02:41   |
| 7.  | „Damage Case”              | Kilmister, Taylor, Clarke, Mick Farren | 03:02   |
| 8.  | „Tear Ya Down”             | Kilmister, Taylor, Clarke              | 02:42   |
| 9.  | „Metropolis”               | Kilmister, Taylor, Clarke              | 03:37   |
| 10. | „Limb from Limb”           | Kilmister, Taylor, Clarke              | 04:57   |
|     |                            |                                        | 34:56   |

## Twórcy
Opracowano na podstawie materiału źródłowego.
| Zespół Motörhead w składzie - Lemmy Kilmister – wokal, gitara basowa - Eddie Clarke – gitara - Phil Taylor – perkusja |  | Inni - Joe Petagno – okładka, oprawa graficzna - Ashley Howe, Trevor Hallesy – inżynieria dźwięku - Jimmy Miller – produkcja muzyczna |

## Listy sprzedaży
| Lista           | Kraj            | Pozycja |
| --------------- | --------------- | ------- |
| UK Albums Chart | Wielka Brytania | 24      |